# Phyllocycla brasilia
Phyllocycla brasilia är en trollsländeart som beskrevs av Belle 1988. Phyllocycla brasilia ingår i släktet Phyllocycla och familjen flodtrollsländor. Inga underarter finns listade i Catalogue of Life.